# Michael Moorcock
Michael John Moorcock (ur. 18 grudnia 1939 w Londynie) – brytyjski pisarz science-fiction oraz fantasy. Laureat Damon Knight Memorial Grand Master Award w 2008 r. oraz wielu innych nagród w dziedzinie fantastyki.
Michael Moorcock pisarstwem zajął się już w wieku 15 lat. Wymyślał oraz spisywał historie i wysyłał je do obrazkowego magazynu „Tarzan Adventures”. Wkrótce podjął próbę pisania prozą, udaną, gdyż jego opowiadania opublikowano w wielu liczących się czasopismach o tematyce science-fiction i fantasy. W krótkim czasie stał się znanym i cenionym pisarzem.
W 1964 roku otrzymał propozycję pracy w wydawnictwie „New Worlds” na stanowisku redaktora naczelnego, którą przyjął. Jego działalność wyznaczyła drogę rozwoju ówczesnej fantastyce (Nowa Fala). Sukces owych przeobrażeń zapewniały znakomite publikacje oraz oddana współpraca Briana Aldissa i J.G. Ballarda.
W latach 80. Moorcock porzucił pisanie opowiadań i powieści fantastycznych, skoncentrował się na historiach wojennych. Do jego najwybitniejszych książek z tego okresu należy zaliczyć „The War Hound” i „World’s Pain”, a także nowele z serii „Between Wars” nawiązujące do holocaustu II wojny światowej.
Ostatnio Moorcock powrócił do pisania bardziej na gruncie fantastyki, mimo że jak sam mówi, nie przepada za SF i nie lubi środowiska fanów. Pod względem światopoglądowym uważa się za anarchistę.

## Publikacje

### Cykle

#### Saga o Elryku
- Elric of Melnibone (1972) (Elryk z Melnibone)
- The Fortress of the Pearl (1989) (Perłowa forteca)
- The Sailor on the Seas of Fate (1976) (Żeglarz Mórz Przeznaczenia)
- The Weird of the White Wolf (1977) (Los Białego Wilka znana także jako „Śniące Miasto”)
- The Sleeping Sorceress (1970) (Znikająca wieża znana także jako Śpiąca czarodziejka)
- The Revenge of the Rose (1991) (Zemsta róży)
- The Bane of the Black Sword (1977) (Kronika czarnego miecza)
- Stormbringer (1977) (Zwiastun burzy)
- The Stealer of Souls (1961) (Złodziej dusz)
- The Singing Citadel (1970) (Śpiewająca cytadela)
- The Jade Man’s Eyes (1973)
- The Return to Melnibone (1973)
- The Dreamthief's Daughter (2001)
- The Citadel of Forgotten Myths (2022)

#### Oswald Bastable
- The Warlord of the Air (1971)
- The Land Leviathan (1974)
- The Steel Tsar (1981)

#### Eternal Champion
- The Eternal Champion (1962) (Wieczny wojownik)
- Phoenix in Obsidian (1970) (Feniks z obsydianu)
- The Swords of Heaven, the Flowers of Hell (1978) (i Howard Chaykin)
- Earl Aubec (1979)
- The Dragon in the Sword (1986) (Smok w mieczu)
- The Skrayling Tree: The Albino in America (2003)

#### Warlords of Mars
(pod pseudonimem Edward P. Bradbury)
- Warriors of Mars (1965)
- Blades of Mars (1965)
- Barbarians of Mars (1965)

#### Historia Runestaffa
- The Jewel in the Skull (1967) (Klejnot w czaszce)
- The Mad God's Amulet (1968)(Amulet szalonego boga)
- The Sword of the Dawn (1968) (Miecz świtu)
- The Runestaff (1969) (Runestaff - magiczna laska)

#### Jerry Cornelius
- The Final Programme (1968)
- A Cure for Cancer (1971)
- The English Assassin (1972)
- The Adventures of Una (1976)
- Cornelius in the 20th Century (1976)
- The Lives and Times of Jerry Cornelius: Stories of the Comic Apocalypse (1976)
- Persson and Catherine (1976)
- The Condition of Muzak (1977)
- The Great Rock and Roll Swindle (1980)
- The Entropy Tango (1981)
- The Opium General (1984)

#### Karl Glogaver
- Behold the Man (I ujrzeli człowieka 1969)

#### Corum
- The Knight of the Swords (1971) (Kawaler mieczy)
- The Queen of the Swords (1971) (Królowa mieczy)
- The King of the Swords (1971) (Król mieczy)
- The Bull and the Spear (1973)
- The Oak and the Ram (1973)
- The Sword and the Stallion (1974)

#### Dancers at the End of Time
- An Alien Heat (1972)
- The Hollow Lands (1974)
- The End of All Songs (1976)
- Legends from the End of Time (1976)
- The Transformation of Miss Mavis Ming (1977)
- A Messiah at the End of Time (1978)
- Elric at the End of Time (1984)

#### Count Brass
- Count Brass (1973)
- The Champion of Garathorm (1973)
- The Quest for Tanelorn (1975)

#### Colonel Pyat
- Byzantium Endures (1981)
- The Laughter of Carthage (1984)
- Jerusalem Commands (1992)

#### Von Bek Family
- The Warhound and the World’s Pain (1981) (Żołdak i zło świata)
- The Brothel in Rosenstrasse (1982)
- The City in the Autumn Stars (1986)
- Lunching with the Antichrist (1994)

#### Second Ether
- Blood (1994)
- Fabulous Harbours (1995)
- The War Amongst the Angels (1996)

### Powieści
- Breakfast in the Ruins (1962)
- The Fireclown (1965)
- The Sundered Worlds (1965)
- The Deep Fix (1966) (napisał jako James Colvin)
- Printer's Devil (1966)
- Somewhere in the Night (1966)
- The Twilight Man (1966)
- The Wrecks of Time (1967)
- The Black Corridor (1969) (i Hilary Bailey)
- The Ice Schooner (1969)
- The Time Dweller (1969)
- The Chinese Agent (1970)
- Dying for Tomorrow (1976)
- The Time of the Hawklords (1976) (i Michael Butterworth)
- City of the Beast (1977)
- The Condition of Musak (1977)
- The Golden Barge (1977)
- Queens of Deliria (1977) (i Michael Butterworth)
- Gloriana (1978) (Gloriana)
- The Real Life Mr Newman (1979)
- My Experiences in the Third World War (1980)
- The Russian Intelligence (1980)
- Mother London (1988)
- Sailing to Utopia (1993)
- Tales from the Texas Woods (1997)
- King of the City (2000)
- Silverheart (2000) (i Storm Constantine)

### Opowiadania
- Ancient Shadows (1975)
- Behold the Man (1966)
- Colour (1991)
- Environment Problem (1973)
- Hanging the Fool (1989)
- Kings in Darkness (1962)
- London Bone (1997) (Londyńska kość)
- Master of Chaos (1964)
- No Ordinary Christian (1995)
- Pale Roses (1974)
- Sir Milk and Blood (1996)
- The Deep Fix (1966)
- The Minstrel Girl (1976)
- The Nature of the Catastrophe (1970)
- The Pleasure Garden of Felipe Sagittarius (1965) (pod pseudonimem James * Colvin)
- The Stone Thing: A Tale of Strange Parts (1974)
- The Sundered Worlds (1962)
- The White Pirate (1994)
- White Stars (1975)
- Wolf (1966) (pod pseudonimem James Colvin)
- Benediction: Excerpt from The Warlord of the Air (2008, w antologii Steampunk)

## Nagrody
- Nebula (1967): I Ujrzeli Człowieka(inne języki)
- British Fantasy Award (1972): The Knight of the Swords
- British Fantasy Award (1973): The King of the Swords
- British Fantasy Award (1974): The Jade Man’s Eyes
- British Fantasy Award (1975): The Sword and the Stallion
- British Fantasy Award (1976): The Hollow Lands
- Nagroda Campbella (1979): Gloriana
- World Fantasy Award (1979): Gloriana
- British Fantasy Award (1993)
- World Fantasy Award (2000): za osiągnięcia życiowe
- Damon Knight Memorial Grand Master Award (2008)